# Wladimir Andrejewitsch Uspenski

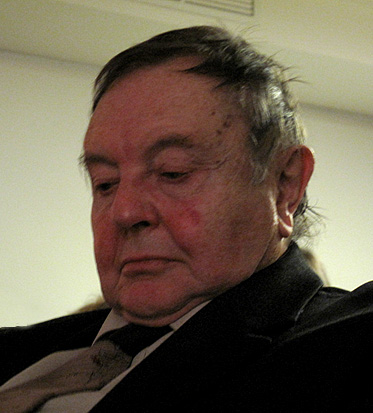
Wladimir Andrejewitsch Uspenski

Wladimir Andrejewitsch Uspenski (russisch Владимир Андреевич Успенский, wiss. Transliteration Vladimir Andreevič Uspenskij; * 27. November 1930 in Moskau; † 27. Juni 2018 ebenda) war ein russischer Mathematiker, der sich mit mathematischer Logik und Algorithmentheorie beschäftigte.

## Werdegang
Uspenski studierte an der Lomonossow-Universität Moskau und promovierte 1955 bei Andrei Kolmogorow (Operationen auf rekursiv aufzählbaren Mengen). Er war ab 1966 Professor an der Lomonossow-Universität, wo er Leiter der Fakultät für mathematische Logik und Theorie der Algorithmen war (als Nachfolger von Kolmogorow selbst).
Mit Eugene Dynkin verfasste er die dreibändigen Mathematischen Unterhaltungen (Band 1 Mehrfarbenprobleme, Band 2 Zahlentheorie, Band 3 Irrfahrten), die 1955 auch auf Deutsch erschienen (VEB Verlag der Wissenschaften, Berlin). Sie gingen aus einer Vorlesungsreihe für Studenten der Lomonossow-Universität hervor, die Dynkin 1945 bis 1947 leitete und die Uspenski als Hörer besuchte.
Wladimir Uspenskis Bruder ist der Semiotiker Boris Uspenski.

## Schriften
- Mathematische Unterhaltungen. I. : Mehrfarbenprobleme, mit E. B. Dynkin, Berlin 1966
- Mathematische Unterhaltungen. II. : Aufgaben aus der Zahlentheorie, mit E. B. Dynkin, 3. durchgesehene Auflage, Berlin 1966
- Mathematische Unterhaltungen. III. : Aufgaben aus der Wahrscheinlichkeitsrechnung: Irrfahrten (Markoffsche Ketten), mit E. B. Dynkin, Berlin 1966
- Some applications of mechanics to mathematics, Pergamon Press, Oxford, 1961
- Pascal’s triangle: certain applications of mechanics to mathematics, Moskau 1976 (engl.)
- Post’s machine, Moskau, MIR Publishers 1983 (engl.)
- Goedel’s incompleteness theorem, in: Theoretical computer science, Band 130, No. 2, 1994, S. 239
- Kolmogorov complexity: recent research in Moscow, 21. International Symposium Mathematical Foundations of Computer Science (MFCS), Krakau, September 1996, Lecture Notes in Computer Science, Band 1113, Springer Verlag 1996 (engl.)
- Relations Between Varieties of Kolmogorov Complexities, mit A. Shen, in: Mathematical systems theory, 29, No. 3, 1996, S. 271
- Mathematical logic in the former Soviet Union: brief history and current trends, in: 10. International Congress of Logic, Methodology and Philosophy of Science, Florenz, August 1995 (engl.)
- Mathematical metaphysics of randomness mit A. A. Muchnik und A. L. Semenov, in: Theoretical Computer Science, Band 207, No. 2, 1998, S. 263–318 (engl.)
- Why Kolmogorov Complexity?, in Eric Goles, Servet Martinez (Hrsg.) Complex Systems, Kluwer 2001, S. 201.
- Lebesgue measure and gambling mit V. G. Kanovei und T. Linton, in: Sbornik Math., Band 199, Nr. 11/12, 2008, S. 1597–1620 (engl.)